# Joan Benson
Joan Benson (Saint Paul, Minesota, 9 de octubre de 1925-Eugene, Oregón, 1 de enero de 2020) fue una tecladista estadounidense especializada en la ejecución del clavicordio y del fortepiano.

## Carrera
Educada musicalmente en la Universidad de Illinois (1951) y en la Universidad de Indiana (1953), recibió instrucción en Europa de músicos como Edwin Fischer, Guido Agosti, Olivier Messiaen, Viola Thern, Fritz Neumeyer, Ruggero Gerlin y Macario Santiago Kastner antes de regresar a los Estados Unidos en 1960 para convertirse en tecladista de conciertos y profesora universitaria.
Debutó como clavicordista en el Festival Carmel Bach en 1963 y dio numerosos conciertos en los Estados Unidos, Europa y Oriente. Entre 1968 y 1976, enseñó en la Universidad de Stanford hasta unirse a la facultad de la Universidad de Oregón en la ciudad de Eugene, donde se desempeñó como docente hasta 1987. En 1980 se unió a la facultad del Festival Aston Magna en Massachusetts. Entre sus intereses se encontraba la meditación budista. Se le acreditó revivir el interés en la ejecución del fortepiano y en el trabajo de C. P. E. Bach.
Falleció el 1 de enero de 2020 a los 94 años de edad en Eugene, Oregón.

## Grabaciones
- Joan Benson, Clavichord (Repertoire Records, LP, 1962)[4]
- Music of C. P. E. Bach (Orion Records, Giveon Cornfield, LP, 1976)
- Works of Haydn and Pasquini (Titanic Records, Ralph Dobmeyer, LP, 1982)[5]
- Clavichord Music of Johann Kuhnau and C. P. E. Bach (Focus Recordings, 1987)[6]

## Libros
- Clavichord for Beginners, Editorial de la Universidad de Indiana, 2014.[7]